# 维尔玛·坦斯卡宁
维尔玛·坦斯卡宁（芬蘭語：Vilma Tanskanen，1995年4月14日—），芬兰女子冰球运动员，场上位置是前锋。她曾代表芬兰国家队参加2014年冬季奥林匹克运动会冰球比赛，获得第五名。